# Heavy Metal (Film)
Heavy Metal (Alternativtitel: Schwermetall) ist ein kanadischer Science-Fiction-Zeichentrickfilm aus dem Jahr 1981. Einer der Produzenten war Leonard Mogel, der Herausgeber des Comic-Magazins Heavy Metal, der US-Version von Métal hurlant, auf dem der Film auch basiert. Mit Ivan Reitman als weiterem Produzenten und Gerald Potterton auf dem Regiestuhl wurde der Arbeitsablauf beschleunigt, indem verschiedene Animations-Unternehmen gleichzeitig an unterschiedlichen Teilen arbeiteten.

## Handlung
Sanfte LandungDie Rahmenhandlung des Films beginnt mit dem Astronauten Grimaldi, der eine fiktive Ladeluke an der Unterseite eines Space Shuttles in einer Corvette C1 Convertible sitzend verlässt und damit in die Erdatmosphäre eintritt. Er landet mithilfe eines Bremsschirmes bei einem Herrenhaus, wo ihn seine junge Tochter begrüßt.
GrimaldiIm Haus angekommen zeigt er ihr einen hermetisch dichten Behälter, in dem sich eine grüne Kugel befindet. Kurze Zeit, nachdem er diesen geöffnet hat, beginnt die Kugel schwebend zu glühen und lässt den Astronauten schmerzvoll zerfließen. Die Kugel stellt sich dem entsetzten Mädchen als „Der ‚Loc-Nar‘, die Summe alles Bösen“ vor. Bevor sie das Mädchen tötet, will die Kugel ihr zeigen, wie sie die Gesellschaft durch Zeit und Raum beeinflusst hat. Der Loc-Nar zwingt das Mädchen dann, mehrere teils sehr beängstigende Geschichten anzusehen, in der die grüne Kugel stets als böse treibende Kraft eine zentrale Rolle einnimmt.
Harry CanyonIn einem dystopischen New York des Jahres 2031 rettet der Taxifahrer Harry eine junge Frau, die von Gangstern verfolgt wird. Deren Vater wurde bereits getötet, weil er das grüne kugelförmige Artefakt namens Loc-Nar besaß. Harry und die junge Frau beginnen eine Affaire, schließlich möchte die junge Frau das Artefakt an den Gangsterboss Rudnick verkaufen. Als sie den Geldbetrag erhält, will sie nicht wie vereinbart mit Harry teilen. Dieser tötet („desintegriert“) sie kurzerhand und fährt mit dem Geld davon.
DenEin junger Wissenschaftler findet einen grünen Meteoriten im Garten und bringt ihn ins Haus. Nach einem Blitzexperiment wird der Mann auf einen fremden Planeten katapultiert, wo er sich als muskelbepackter Held Den wiederfindet. Er kann dort eine schöne Frau retten, die beinahe geopfert worden wäre. Trickreich kann er seine zahlreichen Gegner besiegen und entschließt sich, zusammen mit seiner neuen Freundin auf dem Planeten zu bleiben.
Captain SterrnBei einer Gerichtsverhandlung auf einer Raumstation wird Captain Sterrn allerlei Vergehen beschuldigt. Unter Einfluss des Loc-Nar mutiert dabei ein Zeuge zu einem brutalen Berserker. Nach der Auszahlung eines Geldbetrages beruhigt sich die Kampfmaschine wieder, wird jedoch von Sterrn ins All katapultiert.
B-17Bei einem verlustreichen Kriegseinsatz einer US-amerikanischen Boeing B-17 im 2. Weltkrieg erscheint der Loc-Nar in der Luft. Die getöteten Soldaten verwandeln sich danach in Zombies. Der Pilot kann sich durch Notausstieg retten. Er landet auf einer Insel, dort warten jedoch haufenweise geschrottete Flugzeuge und zahlreiche Zombies auf ihn.
So schön und so gefährlichEin riesiges Raumschiff erscheint über dem Pentagon und will mithilfe eines Saugrohres einen Wissenschaftler entführen. Der Bordroboter entdeckt dabei, dass eine hübsche Sekretärin mit „abgesaugt“ wurde. Nach einer Liebesnacht beschließen die beiden, zu heiraten.
TaarnaAuf einem archaischen Planeten kommt es zu blutigen Konflikten. Der Älteste ruft die Verteidigerin Taarna, die letzte ihres Volkes, zu Hilfe. Sie konnte das Massaker an den Stadtbewohnern nicht verhindern, sinnt jedoch auf Rache. Sie kann sich aus einer Gefangenschaft befreien und tötet den Anführer. Schließlich lenkt sie Blitze auf sich und kann damit die grün leuchtende Masse zur Explosion bringen.
EpilogAuch im Herrenhaus explodiert die grün leuchtende Kugel. Das Mädchen kann sich ins Freie retten. Dort findet sie Taarnas Flugtier. Das Mädchen fliegt als neue Verteidigerin davon. Die Macht des Bösen ist für diese Generation gebannt.

## Hintergründe
Der Film ist eine Zusammenstellung von mehreren an Erwachsene gerichteten Science-Fiction- und Fantasy-Geschichten, die teilweise aus dem Schwermetall-Magazin stammten, aber auch Eigenständiges, das dem gleichen Geist entstammte. Wie im Magazin wurden im Film Sexualität und Gewalt teils explizit dargestellt.
Die Episoden Sanfte Landung und B-17 wurden von Dan O’Bannon erdacht, während Harry Canyon und Taarna auf Geschichten von Jean Giraud anspielen: The Long Tomorrow bzw. Arzach. Den wurde von Richard Corben und Captain Sterrn von Bernie Wrightson erfunden. So schön und so gefährlich stammt von Angus McKie. Neverwhere Land, eine Episode von Cornelius Cole, wurde aus Gründen der Filmlänge herausgenommen, ist jedoch auf der DVD vorhanden.
Bei Wiederaufführungen in US-amerikanischen Kinos ab dem 8. März 1996 wurden 546.545 US-Dollar eingespielt.
Im Jahr 2000 erschien eine Fortsetzung unter dem Titel Heavy Metal F.A.K.K. 2 unter der Regie von Kevin Eastman, dem heutigen Herausgeber des gleichnamigen US-amerikanischen Comic Magazins Heavy Metal.
In der 12. Staffel von Southpark ist die 3. Episode „Katerstimmung“ („Major Boobage“) an Heavy Metal angelehnt.

## Synchronisation
| Rolle               | Englische Sprecher | Deutsche Sprecher             |
| ------------------- | ------------------ | ----------------------------- |
| „Loc-Nar“           | Percy Rodriguez    | Wolf Ackva                    |
| Harry Canyon        | Richard Romanus    | Hartmut Becker                |
| Professoren-Tochter | Susan Roman        | Dagmar Heller                 |
| Rudnick             | Al Waxman          | Walter Reichelt               |
| Dan/Den             | John Candy         | Ulf-Jürgen Wagner/Gernot Duda |
| Ard                 | Martin Lavut       | Tonio von der Meden           |
| Hanover Fiste       | Rodger Bumpass     | Hartmut Neugebauer            |
| Copilot             | Don Francks        | Norbert Gastell               |
| Roboter             | John Candy         | Manfred Lichtenfeld           |
| Edsel               | Eugene Levy        | Donald Arthur                 |
| Zeke                | Harold Ramis       | Bruno W. Pantel               |
| Barbar              | Don Francks        | Kurt E. Ludwig                |
| Senator             | Warren Munson      | Walter Reichelt               |

## Erstaufführungen
- Kanada 7. August 1981
- Deutschland 18. Februar 1982

## Soundtrack
Für den Soundtrack zum Film wurden viele zur Entstehungszeit bekannte Künstler gewonnen:
- Heavy Metal (Original Version) (Sammy Hagar)
- Heartbeat (Jerry Riggs)
- Working in the Coalmine (Devo)
- Veteran of the Psychic Wars (Blue Öyster Cult)
- Reach Out (Cheap Trick)
- Heavy Metal (Takin’ A Ride) (Don Felder)
- True Companion (Donald Fagen)
- Crazy (A Suitable Case For Treatment) (Nazareth)
- Radar Rider (Jerry Riggs)
- Open Arms (Journey)
- Queen Bee (Grand Funk Railroad)
- I Must Be Dreamin’ (Cheap Trick)
- The Mob Rules (Alternate Version) (Black Sabbath)
- All of You (Don Felder)
- Prefabricated (Trust)
- Blue Lamp (Stevie Nicks)

## Kritiken
„Eine tricktechnisch bemerkenswerte Ansammlung stilistisch unterschiedlicher Geschichten, die inhaltlich nur in wenigen Momenten ansprechend ist, da unreflektiert reaktionäre Verhaltensmuster, Rollenklischees und Gewalttätigkeiten vermittelt werden.“

„Zeichnerisch durchwachsener Episodenfilm mit mittlerweile nostalgisch anmutender Musik und einigen starken Motiven.“

## Auszeichnungen
- 1982 wurde der Film für einen Saturn Award als Bester Science-Fiction-Film nominiert.
- 1982 gewann er drei Genie Awards in den Kategorien für den besten Sound, den besten Tonschnitt und Ivan Reitman erhielt den Golden Reel Award.